# Deutsche Physikalische Gesellschaft
Deutsche Physikalische Gesellschaft (DPG; dansk: Tysk Fysisk Selskab) er de tyske fysikeres forening og er med over 62.000 medlemmer også den største professionelle fysikforening i verden. Deres hovedkvarter ligger i Bad Honnef og de er medlemmer af EPS. Siden 2006 har jDPG været deres studenterforening.